# Tonga (taal)
Tonga (Chitonga) is een Bantoetaal die wordt gesproken door ongeveer 1,38 miljoen mensen in Zambia en 137.000 in Zimbabwe. In Zambia wordt Chitonga op scholen als eerste taal onderwezen in de hele zuidelijke provincie, en delen van Lusaka en Central provincies.